# Carlos Peruena
Carlos Peruena (Florida, 13 marzo 1955 – Barinas, 2 giugno 2018) è stato un calciatore uruguaiano, di ruolo difensore.

## Carriera

### Club
Ha giocato nella massima serie dei campionati uruguaiano e spagnolo.

### Nazionale
Dal 1975 al 1978 ha giocato 4 partite con nazionale uruguaiana, prendendo parte alla Copa América 1975.

## Palmarès

### Club

#### Competizioni nazionali
- Campionato uruguaiano: 2

Peñarol: 1975, 1978